# Dalmatien
Dalmatien er en geografisk og historisk region. Det er en del af Kroatien og omfatter Kroatiens kyststrækning med tilhørende øer ved Adriaterhavet. Areal udgør 12.732 km².
Det har subtropisk klima med milde vintre, vinterregn, maki og skov og er et populært turistområde.
Her ligger byerne Split, Makarska, Podgora, øen Hvar og Dubrovnik.

## Historie

### Antikken
Navnet  Dalmatien stammer fra den illyriske stamme, som romerne kaldte Dalmatae, som beboede Adriaterhavets østlige kyster i det 1. årtusinde f.Kr.
Fra 4. årh. f.Kr. var Dalmatien en del af det illyriske kongerige.  romerne etablerede et protektorat efter den Illyriske Krige i 220 f.Kr. Den nordlige del af kongeriget blev til den romerske provins Illyricum omkring 32-27 f.Kr., og i 9 e.Kr. blev Dalmatien indlemmet i den. Dalmaterne og pannonerne gjorde  en række opstande mod det romerske styre. Da de blev knust i 10 e.Kr. blev Illyricum delt i to, Pannonia og Dalmatia, hvor Dalmatia kom til at omfatte størstedelen af den Adriaterhavskysten og de Dinariske alper. Den senere kejser Diocletian blev født i provinsen.
Da Romerriget blev delt, blev Dalmatien en del af det vestromerske rige, men da det brød sammen i 5. årh. blev provinsen erobret af goterne. I 535 kom det under østromersk kontrol.

### Middelalder
I årene 1000-1797 hørte Dalmatien under Venezia, derefter under Østrig-Ungarn til 1919. Italien fik i 1915 løfte om at få det nordlige Dalmatien, men måtte nøjes med området omkring Zara (nu Zadar). Ved forhandlingerne i 1941 om Jugoslaviens deling fik Italien Norddalmatien, men i 1945 blev hele Dalmatien jugoslavisk.